# Minibiotus floriparus
Minibiotus floriparus är en djurart som tillhör fylumet trögkrypare, och som beskrevs av Claxton 1998. Minibiotus floriparus ingår i släktet Minibiotus och familjen Macrobiotidae. Inga underarter finns listade i Catalogue of Life.